# Leslie Rich
Pour les articles homonymes, voir Rich.
Leslie George Rich, né le 29 décembre 1886 à Somerville et mort en octobre 1969 à Dade City, est un nageur américain.

## Carrière
Aux Jeux olympiques de 1908 à Londres, Leslie Rich est médaillé de bronze du relais 4 x 200 mètres nage libre et quatrième de la finale du 100 mètres nage libre.